# 13 tháng 9
Ngày 13 tháng 9 là ngày thứ 256 (257 trong năm nhuận) trong lịch Gregory. Còn 109 ngày trong năm.

## Sự kiện
- 335 – Constantinus Đại đế thánh hiến Nhà thờ Mộ Thánh tại Jerusalem.
- 1541 – Sau ba năm lưu vong, Jean Calvin trở lại Genève nhằm cải cách giáo hội theo các học thuyết mang tên Thần học Calvin.
- 1229 – Oa Khoát Đài trở thành đại hãn thứ hai của Đế quốc Mông Cổ.
- 1515 – Vua Pháp Francis I đánh bại người Thụy Sĩ tại trận Marignano (gần Milan), từ đó Thụy Sĩ duy trì vị thế trung lập quốc tế suốt 500 năm sau.
- 1609 – Henry Hudson đến một sông mà về sau được đặt theo họ của ông - sông Hudson.
- 1584 – Dinh El Escorial tại Madrid, Tây Ban Nha hoàn thành sau gần 21 năm xây dựng.
- 1914 – Chiến tranh thế giới thứ nhất: Quân Pháp–Anh phát động tấn công trực diện vào chiến tuyến sông Aisne của quân Đức.
- 1933 – Elizabeth McCombs trở thành người phụ nữ đầu tiên đắc cử vào Nghị viện New Zealand.
- 1953 – Nikita Khrushchyov được bổ nhiệm làm Tổng Bí thư của Đảng Cộng sản Liên Xô.
- 1964 – Lâm Văn Phát và Dương Văn Đức thất bại trong cuộc đảo chính chống Tướng Nguyễn Khánh tại Việt Nam Cộng hòa.
- 1971 – Bộ trưởng Quốc phòng Trung Quốc Lâm Bưu qua đời trong một tai nạn máy bay, ông bị cáo buộc định chạy trốn sau khi ám sát bất thành Mao Trạch Đông.
- 1985 – NES phát hành Super Mario Bros. tại Nhật Bản , khởi đầu loạt trò chơi platform Super Mario.
- 1997 – Một chiếc Tu-154 của Không quân Đức và một chiếc C-141 Starlifter của Không quân Hoa Kỳ va chạm giữa không trung gần Namibia, khiến 33 người thiệt mạng.
- 2006 – Từ điển bách khoa Việt Nam xuất bản tập cuối cùng, chính thức hoàn thành sau 15 năm biên soạn và xuất bản.
- 2023 – Vụ cháy chung cư mini ở phường Khương Đình, quận Thanh Xuân, Hà Nội.

## Sinh
- 1808 – Nguyễn Phúc Ngọc Cơ, phong hiệu Định Hòa Công chúa, công chúa con vua Gia Long (m. 1856)
- 1887 – Theodore Roosevelt Jr., chính trị gia người Mỹ (m. 1944)
- 1913 – Thiếu tướng, giáo sư, viện sĩ Trần Đại Nghĩa, nhà khoa học Việt Nam (m. 1988)
- 1940 – Y Vũ, nhạc sĩ người Việt Nam (m. 2023)
- 1973 – Fabio Cannavaro, cầu thủ bóng đá người Ý
- 1983 - Tinna Tình (Tinna Dinhova/Đinh Thị Tình), nữ ca sĩ, nhạc sĩ, diễn viên, người mẫu người Việt Nam/Séc
- 1987 – G.NA, ca sĩ Hàn Quốc lai Canada
- 1989 – Thomas Müller, cầu thủ bóng đá người Đức
- 1993 – Niall Horan, thành viên nhóm nhạc One Direction của Anh
- 1999 – Choi Yeon-jun, ca sĩ, thành viên nhóm nhạc nam Tomorrow X Together
- 2003 - VAnh, nữ ca sĩ người Việt Nam

## Mất
- 1782 – Trịnh Sâm, vị chúa thứ 8 của vương tộc Trịnh cầm quyền ở miền Bắc Đại Việt thời Lê Trung hưng (s. 1739)
- 1873 – Nguyễn Phúc Miên Ngô, tước phong Quế Sơn Quận công, hoàng tử con vua Minh Mạng (s. 1831).

## Những ngày lễ và kỷ niệm
- 2019: Tết Trung thu[1]